# Geoffroy (archevêque d'York)
Pour les articles homonymes, voir Geoffroy.
Geoffroy (vers 1152 – 12 décembre 1212) est un fils illégitime du roi Henri II d'Angleterre qui occupe de hautes fonctions ecclésiastiques et politiques sous le règne de son père et de ses successeurs.
Il est élu évêque de Lincoln en 1173 sans avoir été ordonné prêtre, et n'est jamais sacré. Néanmoins, il conserve Lincoln jusqu'en 1182, et n'abandonne ce siège qu'après avoir été nommé Lord Chancelier par son père. Il est élu archevêque d'York en 1189, après l'avènement de son demi-frère légitime Richard Cœur-de-Lion.
Il a passé une grande partie de son archiépiscopat dans des querelles avec ses demi-frères : d'abord Richard puis Jean qui lui a succédé au trône anglais en 1199. Geoffrey s'est également disputé avec ses évêques suffragants, son chapitre de la cathédrale et d'autres membres du clergé de son diocèse. Sa dernière querelle avec Jean remonte à 1207, lorsque l'archevêque refusa de permettre la perception d'une taxe et fut conduit en exil en France. Il y est décédé cinq ans plus tard.

## Source
- (en) Cet article est partiellement ou en totalité issu de l’article de Wikipédia en anglais intitulé « Geoffrey (archbishop of York) » (voir la liste des auteurs).